# Kengo Ota
Kengo Ota (太田 賢吾 Ota Kengo?, nacido el 16 de noviembre de 1995 en Kanagawa) es un futbolista japonés que se desempeña como defensa.

## Trayectoria

### Clubes
| Club           | País  | Año    |
| -------------- | ----- | ------ |
| Grulla Morioka | Japón | 2018 - |

## Estadística de carrera

### J. League
| Club           | Año   | J. League | J. League | Copa J. League | Copa J. League | Total | Total |
| Club           | Año   | Part.     | Goles     | Part.          | Goles          | Part. | Goles |
| -------------- | ----- | --------- | --------- | -------------- | -------------- | ----- | ----- |
| Grulla Morioka | 2018  | 12        | 0         | -              | -              | 12    | 0     |
| Total          | Total | 12        | 0         | 0              | 0              | 12    | 0     |